# Schwing (Unternehmen)

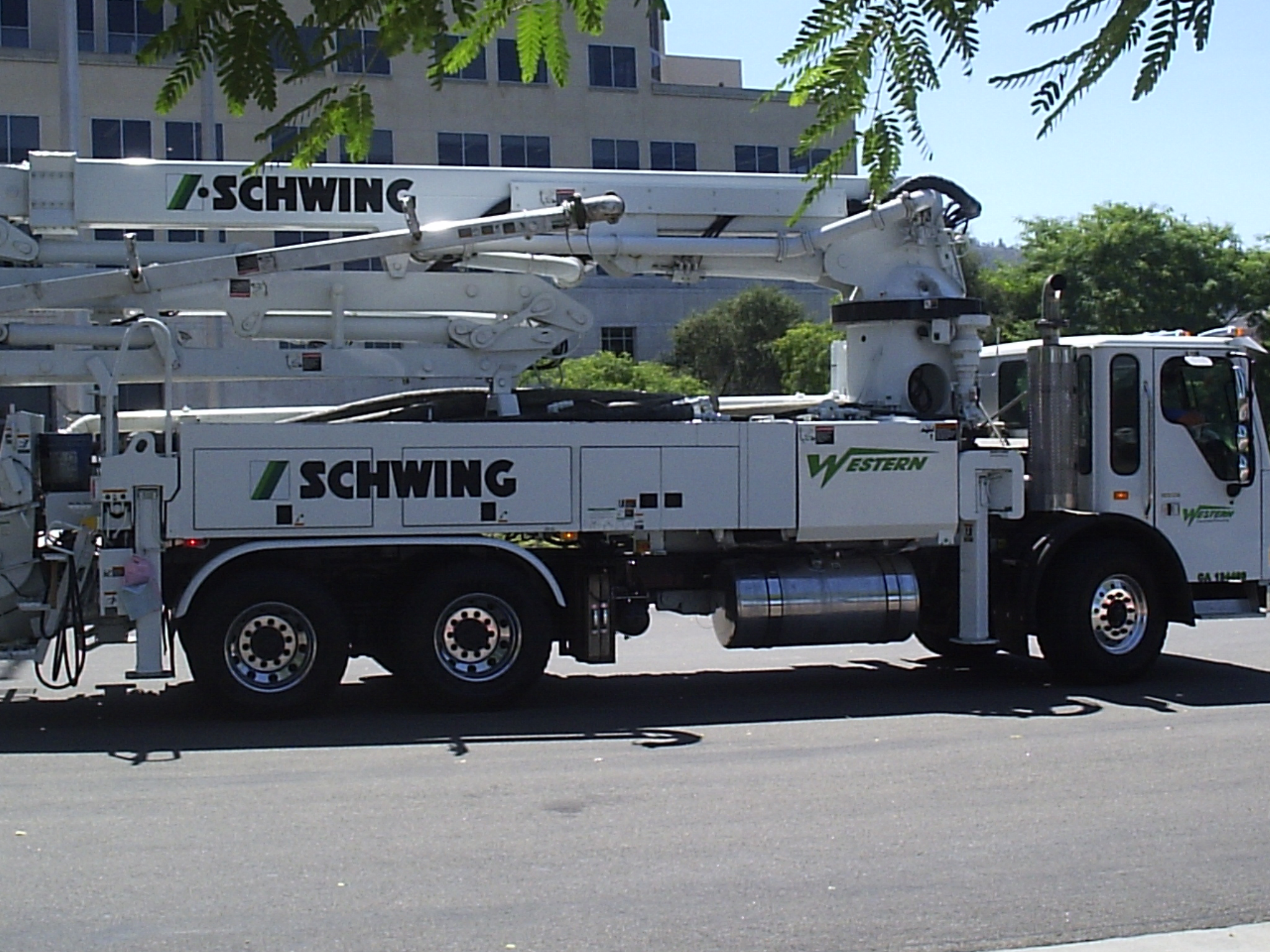
Schwing-Betonpumpe

Die Schwing GmbH ist ein deutscher Hersteller für fahrbare und stationäre Betonpumpen und Fahrmischer mit Hauptsitz in Herne sowie die Muttergesellschaft der Stetter GmbH in Memmingen. Die Unternehmensgruppe ist der weltweit größte Betonpumpenhersteller. Das Unternehmen beschäftigt weltweit über 3.000 Mitarbeiterinnen und Mitarbeiter in mehr als sieben Ländern. Zusätzlich gibt es noch eigene Vertriebsgesellschaften in über 100 Ländern.

## Geschichte
Die Schwing-Gruppe wurde am 17. März 1934 von Friedrich Wilhelm Schwing (* 1909; † 1992), einem Schlossermeister aus Wanne-Eickel, als mittelständischer Handwerksbetrieb gegründet. Im Jahr 1957 baute Schwing die weltweit erste ölhydraulische Zweizylinder-Betonpumpe. Ab 1964 wurden durch die Firma die ersten großen Betonmischanlagen errichtet. 1965 brachte das Unternehmen seine erste auf ein Fahrzeug montierte Betonpumpe auf den Markt und ergänzte diese Autobetonpumpe 1968 durch einen Verteilermast. 1973 baute das Unternehmen eine Autobetonpumpe mit einem 45 Meter weit auslegbaren Großverteilermast, eine damals herausragende Innovation. 1976 brachte Schwing die erste Restbeton-Aufbereitungsanlage auf den Markt.
Nachdem der Firmengründer 1980 die Unternehmensleitung auf seine beiden Söhne übergeben hatte, erwarben diese 1982 die Firma Stetter GmbH in Memmingen, die Fahrmischer herstellte. So konnte die Marktdominanz des Unternehmens ausgebaut und das Unternehmensportfolio ergänzt werden. Die Firma war nun in der Lage, kombinierte Fahrmischer mit darauf montierter Betonpumpe anzubieten, und entwickelte sich zum Marktführer.
Ende der neunziger Jahre kam es zum Streit zwischen den Eigentümern. Das Unternehmen stand kurz vor einem Verkauf an ein amerikanisches Unternehmen. Mit Hilfe von Banken, einer Landesbürgschaft und Privatvermögen gelang es Gerhard Schwing, die Anteile seines Bruders zu kaufen. Bis zum 3. Oktober 2013 war er alleiniger Geschäftsführer der GmbH. 
2012, in Folge der weltweiten Wirtschafts- und Finanzmarktkrise, wurde Schwing durch den chinesischen Produzenten XCMG übernommen, welcher Mehrheitseigentümer wurde.
Ab dem 4. Oktober 2013 war Thomas Ostermann neuer Geschäftsführer der Schwing GmbH. Ostermann ist Anfang April 2014 von seinem Geschäftsführeramt entbunden worden.
Seit Juni 2014 wurden Gunther Abolins, zuvor Geschäftsführer des Tochterunternehmens Stetter GmbH, und Xianliang Sha zur Geschäftsführung bestellt.

## Weitere Unternehmen der Gruppe
Im Laufe der Jahre eröffnete Schwing mehrere Niederlassungen außerhalb von Deutschland. Die nachfolgende Auflistung, sortiert nach Gründungsjahren, gibt einen Überblick über diese Niederlassungen:
- seit 1971 SCHWING GmbH, St. Stefan (Österreich)
- seit 1974 SCHWING Hydraulik Elektronik GmbH, Herne (Deutschland)
- seit 1974 SCHWING America Inc., White Bear Township (USA)
- seit 1976 SCHWING Equipamentos Industriais Ltda., São Paulo (Brasilien)
- seit 1982 SCHWING-Stetter S.A., Souffelweyersheim (Frankreich)
- seit 1982 SCHWING-Stetter Baumaschinen Ges.mbH, Wien (Österreich)
- seit 1982 SCHWING-Stetter B.V., Raamsdonksveer (Niederlande)
- seit 1993 Puschkiner Baumaschinenwerk, Sankt Petersburg (Russland)
- seit 1993 SCHWING-Stetter Ostrava s.r.o., Ostrava (Tschechien)
- seit 1994 SCHWING Shanghai Machinery Company Ltd., Shanghai (China)
- seit 1997 SCHWING GmbH Korea, Seoul (Korea)
- seit 1998 M/s SCHWING-Stetter India Pvt. Ltd., Chennai (Indien)
- seit 1999 SCHWING-Stetter Skandinavien AB, Mölndal (Schweden)

## Rekorde
- 1996: Weltrekord in der vertikalen Hochförderung beim Bau des Petronas Towers, Kuala Lumpur, Malaysia, durch eine stationäre Betonpumpe (385 Meter)
- 1998: Weltrekord in der Weitförderung beim Bau der Hochgeschwindigkeitstrasse für den TGV, Frankreich, durch eine stationäre Betonpumpe (2770 Meter)
- 2003: Weltrekord in vertikaler Hochförderung beim Bau des International Finance Center Taipei 101, Taipeh, Taiwan, durch eine stationäre Betonpumpe (455,2 Meter)